# ۷۵۱ (پیش از میلاد)
۷۵۱ (پیش از میلاد) ۷۵۱مین سال قبل از تقویم میلادی است.